# George Herbert McCaffrey
George Herbert McCaffrey (2 giugno 1890 – 1954) è stato un militare e criminale di guerra statunitense, colonnello dell'Esercito e autore della strage di civili avvenuta presso la fabbrica di sapone Narbone-Garilli a Canicattì, il 12 luglio 1943.
Il colonnello McCaffrey era sbarcato in Sicilia, nelle fasi successive allo sbarco in Sicilia, in qualità di ufficiale dell'AMGOT. La città di Canicattì aveva subito pesanti bombardamenti, la popolazione era stremata e la città versava in pessime condizioni igienico-sanitarie. Proprio a seguito dei combattimenti che avevano preceduto la liberazione, la fabbrica di sapone aveva subito ingenti danni, e per far fronte alle carenze igieniche, alcuni civili accorsero e cominciarono a portar via con recipienti di fortuna quanto più sapone possibile. La polizia militare intervenne e procedette al fermo di una trentina di civili. McCaffrey, che in un primo momento aveva delegato ad altri il compito di ristabilire la legalità, decise di recarsi sul posto, e una volta giunto, ordinò di fare fuoco sulle persone. Nessuno, tra i subordinati presenti, si sentì in dovere di obbedire all'ordine del colonnello, e così questi, impugnò l'arma di ordinanza e cominciò a sparare svuotando il caricatore. Ma non si fermò; infatti caricò ancora fino a vuotare anche il secondo caricatore, e poi ancora un terzo. Caddero sotto i colpi inesorabili dell'arma un numero di persone compreso tra dodici e diciotto. La notizia della strage giunse anche ai vertici del comando militare, che però preferirono insabbiare il tutto, tanto che il McCaffrey continuò ad operare con l'AMGOT al seguito delle truppe man mano che queste risalivano la penisola.